# Лиддл, Джек
Джон Уоллес (Джек) Лиддл (англ. John Wallace (Jack) Liddle; 20 октября 1910, Виннипег — 1997, Торонто) — канадский легкоатлет, выступавший в беге на средние дистанции. Участник летних Олимпийских игр 1936 года.

## Биография
Джек Лиддл родился 20 октября 1910 года в канадском городе Виннипег.
Учился в горной школе Колорадо в американском городе Голден.
Выступал в соревнованиях за Виннипегскую любительскую легкоатлетическую ассоциацию.
В 1936 году вошёл в состав сборной Канады на летних Олимпийских играх в Берлине. В беге на 800 метров занял в четвертьфинале последнее, 7-е место. В беге на 1500 метров занял в полуфинале 9-е место.
Умер в 1997 году в канадском городе Торонто.

## Личный рекорд
- Бег на 800 метров — 1.57,9 (1936)[3]